# Praelongorthezia artemisiae
Praelongorthezia artemisiae är en insektsart som först beskrevs av Cockerell 1898.  Praelongorthezia artemisiae ingår i släktet Praelongorthezia och familjen vaxsköldlöss. Inga underarter finns listade i Catalogue of Life.